# Canines Coronavirus
Das Canine Coronavirus (CCoV, Spezies Alphacoronavirus suis, veraltet: Alphacoronavirus 1) ist ein Hunde befallendes Alphacoronavirus (Coronaviridae) der Untergattung Tegacovirus.
Das einstrangig umhüllte RNA-Virus wurde 1971 an Wachhunden in Deutschland entdeckt. Eine stark virulente Form des Virus verursacht Darmerkrankungen bei Hunden. Das Virus gelangt durch Bindung an die Alanin-Aminopeptidase in seine Wirtszelle.

## Mitglieder
Zum Stamm Canines Coronavirus gehören nach ICTV (mit Zugriffsnummern in Klammern):
- Canine Coronavirus Typ I[5]
  - Canine Coronavirus Stamm Elmo/02 (AY426983)[5]
- Canine Coronavirus Typ II[5][7]
  - Canine Coronavirus Stamm NTU336/F/2008 (GQ477367)[5]

Weitere Mitglieder nach NCBI (mit Stand 28. Januar 2022) sind:
- Canine coronavirus 1-71
- Canine coronavirus BGF10
- Canine coronavirus isolate NJ17
- Canine enteric coronavirus INSAVC-1
- Canine enteric coronavirus K378
- Chinese ferret badger coronavirus DM95/2003 (ICTV: nicht klassifiziert in Alphacoronavirus 1)[5]
- Raccoon dog coronavirus GZ43/2003 (ICTV: nicht klassifiziert in Alphacoronavirus 1)[5]
- Spotted hyena coronavirus

## Enterisches Coronavirus bei Hunden

### Pathogenität
Das Virus dringt in die Zotten des Dünndarms ein und vermehrt sich dort. Darmerkrankungen können mit einer virusinduzierten Apoptose (programmierter Zelltod) von Zellen der Epithelschleimhaut des Dünndarms zusammenhängen. Ursprünglich wurde angenommen, dass das Hunde-Coronavirus schwere Magen-Darm-Erkrankungen verursacht, aber heute werden die meisten Fälle als sehr mild oder ohne Symptome angesehen. Eine schwerwiegendere Komplikation des Hunde-Coronavirus tritt auf, wenn der Hund auch mit dem Parvovirus infiziert ist. Eine Coronavirus-Infektion der Darmzotten macht die Zellen anfälliger für eine Parvovirus-Infektion. Gelegentlich wird aber immer noch über tödliche Darmerkrankungen von Hunden berichtet, die mit dem Caninen Coronavirus ohne das Vorhandensein eines Parvovirus assoziiert sind. Dies könnte mit der hohen Mutationsrate zusammenhängen, zu denen auch das Canine Coronavirus gehört.

### Symptome, Diagnose, Behandlung und Kontrolle
Die Inkubationszeit beträgt ein bis drei Tage. Die Krankheit verbreitet sich über den Kot infizierter Hunde, die das Virus normalerweise sechs bis neun Tage, manchmal aber auch noch sechs Monate nach der Infektion ausscheiden. Zu den Symptomen gehören Durchfall, Erbrechen und Appetitlosigkeit. Die Behandlung erfordert normalerweise nur Medikamente gegen Durchfall. Schwer betroffene Hunde benötigen zudem Infusionen gegen Dehydration. Todesfälle sind selten. Es gibt einen Impfstoff (ATCvet-Code: QI07AD11), der normalerweise Welpen verabreicht wird, die anfälliger für das Virus sind, sowie Hunden, die ein hohes Expositionsrisiko haben.

## Canines Coronavirus II
Im Jahr 2003 wurde eine bis dahin unbekannte Variante des Virus (genannt Canines respiratorisches Coronavirus, CRCoV) erstmals aus Lungenproben von Hunden im Vereinigten Königreich isoliert. Es zeigte sich ähnlich dem Virus OC43 (Betacoronavirus gravedinis), das Rindern und Menschen befällt. Seitdem wurde es auch auf dem europäischen Festland und in Japan isoliert.

## Hybrides Canines-Felines Coronavirus
Im Mai 2021 wurde die Fund eines neuartigen rekombinanten Alphacoronavirus CCoV-HuPn-2018 von Hund und Katze bekannt gegeben, das von einem menschlichen Patienten  in Sarawak, Malaysia, mit Lungenentzündung isoliert wurde. Dieses Virus scheint von Hunden auf Menschen übergesprungen zu sein.